# Sissela Bok
Sissela Bok (nacida Sissela Myrdal el 2 de diciembre de 1934) es una filósofa moral estadounidense nacida en Suecia. 
Es hija de dos ganadores del Premio Nobel: Gunnar Myrdal, ganador del premio de Economía con Friedrich Hayek en 1974, y Alva Myrdal que ganó el premio Nobel de la Paz en 1982.
Bok inició su formación en Suecia y Suiza, continuándola posteriormente en los Estados Unidos. Se tituló en psicología por la de Universidad George Washington en 1957, obteniendo un máster en psicología clínica en 1958, y en filosofía por la Universidad de Harvard en 1970 con una disertación sobre la eutanasia voluntaria.
Ha ejercido como profesora de Filosofía en la Universidad Brandeis, y posteriormente en el Centro Harvard para el Estudio de la Población y el Desarrollo, Escuela de Harvard de Salud Pública.
Está casada con Derek Bok, quien fue presidente de la Universidad de Harvard entre 1971 y 1991, e interinamente entre 2006 y 2007. Su hija, Hilary Bok, es también es filósofa. Sissela Bok tiene un hermano, Jan Myrdal, que es un escritor político y periodista.
Dennis Thompson, director del programa de ética profesional de la Universidad de Harvard, dijo de ella que era una de las primeras personas en aplicar la filosofía a los asuntos que nos preocupan en la actualidad, y que era una pionera en el campo de la ética práctica, también conocida como filosofía moral aplicada.
El 24 de abril de 1991 recibió el premio al Valor de la Conciencia "por sus contribuciones a las estrategias  de pacificación en la tradición de su madre".

## Libros
- Lying: Moral Choice in Public and Private Life (Pantheon Books, 1978; Vintage paperback editions, 1979, 1989, 1999).
- Secrets: on the Ethics of Concealment and Revelation (Pantheon Books, 1982; Vintage paperback editions, 1984, 1989).
- A Strategy for Peace: Human Values and the Threat of War (Pantheon Books, 1989; Vintage paperback edition, 1990).
- Alva Myrdal: A Daughter's Memoir (Addison-Wesley, 1991; paperback edition 1992).
- Common Values (University of Missouri Press, 1995; paperback edition 2002).
- Mayhem: Violence as Public Entertainment (Perseus, 1998; paperback edition 1999).
- Euthanasia and Physician-Assisted Suicide, with Gerald Dworkin and Ray Frey (Cambridge University Press, 1998).
- Exploring Happiness: From Aristotle to Brain Science (Yale University Press, 2010).[4]